# Yakamoz S-245
Yakamoz S-245 ist eine türkische postapokalyptische Science-Fiction-Fernsehserie, die als Spin-off der Serie Into the Night hervorgeht. Die erste Staffel wurde am 20. April 2022 beim Video-on-Demand-Anbieter Netflix veröffentlicht.

## Handlung
Der Meeresbiologe Arman ist zusammen mit seiner Crew auf einem Schiff, um eine Forschungsmission mit Hilfe eines U-Bootes durchzuführen. Während eines Testlaufes mit dem U-Boot kommt es auf der Erde zu einem seltenen Ereignis, bei welchem Sonnenstrahlen das Leben auslöschen. Nur diejenigen, die der Sonne entfliehen, in dem sie weit unter der Erde ausharren, bis die Sonne wieder untergegangen ist, können überleben. Als die Crew mit dem U-Boot wieder auftaucht und auf ihrem Schiff keinen ihrer Kollegen sehen können, entdecken sie eine Videobotschaft von Defnes Freund Kenan. Dieser erzählt, dass sie von einem Wetterereignis erfahren haben, bei welchem alle Menschen getötet werden, sobald die Sonne aufgeht, und er und seine Crew deshalb auf dem Weg nach Kos sind, da es dort angeblich einen Bunker gäbe. Verstört von dieser Nachricht begeben sich Defne und Arman deshalb sofort zurück ins U-Boot und tauchen unter. Unter Wasser beschließen sie, ebenfalls nach Kos zu fahren und dort Schutz zu finden.
Dort angekommen, treffen sie auf die Besatzung des U-Bootes Yakamoz S-245. Defne empfängt unterdessen eine weitere, beunruhigende Videobotschaft von Kenan, in welcher er in voller Panik zusammen mit anderen Menschen zum Bunker flieht. Der Kommandant des U-Bootes fordert seine Kollegen dazu auf, mit nach dem Bunker zu suchen. Auf der Suche entdecken sie brennende Autos und unzählige tote Menschen. In einer Bank finden sie einen Überlebenden, der sich im Tresor der Bank versteckt hielt, aber scheinbar dennoch geistige Schäden davongetragen hat. Nach kurzer Zeit wird er von Umut erschossen, um ihn von "seinem Leid zu erlösen". Währenddessen versuchen zwei Mitglieder aus Armans Crew, der Deutsche Felix und der drogenabhängige Cem, das Kraftwerk zum Laufen zu bringen, da in der gesamten Stadt der Strom ausgefallen ist. Dies gelingt ihnen auch. Der plötzlich erscheinende Strom hat allerdings zur Folge, dass im Tresor der Bank der Schließmechanismus wieder funktioniert, somit fünf Besatzungsmitglieder eingeschlossen werden und sich nicht mehr befreien können.
Arman und Defne müssen bei der Ankunft am Bunker feststellen, dass dieser nicht vor den Sonnenstrahlen geschützt hat und alle Menschen, darunter auch Kenan, gestorben sind. Nach kurzer Dauer bemerken sie, dass sie nicht auf die Zeit geachtet haben, und fliehen in Eile zum U-Boot. Dort angekommen, schaffen sie es gerade noch, an Bord zu kommen. Unter Wasser gestaltet sich die Beziehung zwischen der Besatzung des U-Bootes und den Neuankömmlingen als schwierig. Sie werden mit Aufgaben wie Kloputzen beauftragt, was auf Widerstand trifft.
Der von der Situation verstörte Rüstungsoffizier Barış zündet eine Handgranate, welche den Kommandanten des U-Bootes Erenay umbringt. Durch die Explosion wird das U-Boot schwer beschädigt und muss mit aller Mühe von der Besatzung repariert werden. Dies gelingt nicht, weshalb Arman und die Oberoffizierin Yonca das Leck von außen schweißen müssen. Wieder an Land, wird der Kommandant, der, wie sich herausstellt, der Vater von Yonca ist, festlich begraben. Bei der Durchforstung der Stadt wird von Felix ein blinder Passagier entdeckt, die bei der NATO arbeitende Hatice. Sie hat während ihrer Arbeit vom Sonnensturm erfahren und gesehen, dass sich zu diesem Ereignis die Yakamoz S-245 unter Wasser befindet. Deshalb reiste sie zum U-Boot und hielt sich dort versteckt. Sie wird von der Besetzung gefangen genommen und ausgefragt. Dabei stellt sich heraus, dass sie viele Geheimnisse über verschiedene Mitglieder des U-Bootes weiß. Unter anderem behauptet sie, dass Defne nicht zufällig an diesem Tag auf Forschungsmission gegangen ist.
Unterdessen erkranken mehrere Leute der Crew, die am vorherigen Tag die Leichen in der Stadt begraben haben. Zur Enttäuschung aller stellt Cem fest, dass die am Land eingesammelten und ungeschützten Lebensmittel durch die Sonneneinstrahlung verdorben sind. Sie wurden geschmacklos und haben ihren Nährwert verloren. Die Hoffnung, dass Lebensmittel aus Konservendosen nicht verdorben sind, wird schnell widerlegt, als beim Landgang diese gefunden und probiert werden. Bei der Suche nach Defne wird ein Flugzeug am Himmel entdeckt. Hatice kann sich in das NATO-Flugzeug-Trackingsystem hacken und findet somit heraus, dass das Flugzeug in Brüssel landet. Beim Wiedereinstieg in das U-Boot weigert sich Cem trotz mehrfacher Aufforderung Defnes, mit an Bord zu gehen. Er kann auch von Arman nicht mehr gerettet werden. Am nächsten Tag kann ein erneutes Funksignal auf Spanisch empfangen werden, in welchem der Standort von den Überlebenden gehört wird. Aufgrund der Lebensmittelknappheit an Bord möchte die Besatzung nach Norwegen zu einem Saatgutlager fahren, entscheidet sich aber dafür, in Spanien einen Zwischenstopp einzulegen, um nach dem Standort der Leute zu suchen, die den Funkspruch abgesetzt haben.
Dort angekommen, werden sie von überlebenden Minenarbeitern in einen Hinterhalt gelockt, können aber schließlich in einem Kampf fliehen, müssen allerdings Verluste einstecken. Beim Durchqueren der Mine werden grausame Funde gemacht, unter anderem abgetrennte Körperteile von Menschen, die darauf deuten lassen, dass wegen der Hungersnot Kannibalismus betrieben wurde. Bei der Flucht wird Defne von einem Minenarbeiter gefangen gehalten. Umut schießt daraufhin auf die Arbeiter, welche im letzten Moment Defne töten. Arman, der zwischenzeitlich wieder mit Defne zusammengekommen ist, greift voller Wut Umut an. Dieser kann sich befreien und lässt ihn festnehmen. Durch einen Trick Armans verliert Umut das Vertrauen der Mannschaft, und Yonca wird neue Chefin an Bord. Diese stellt an Bord fest, dass Defne kurz vor ihrem Tod noch jemanden angerufen hat, und ruft diese Nummer an. Am Telefon stellt sich heraus, dass der Vater von Arman den Hörer abnimmt. Dieser sagt, dass die ganze Mission sein Plan gewesen sei und er sich vor der Küste Indiens befinde. Daraufhin wird das Gespräch beendet. In Norwegen angekommen, machen sich Arman und Rana auf den Weg zum Saatgutlager, wo sie das Flugzeug vorfinden, das über sie hinweg geflogen ist, und sehen mehrere Menschen um das Flugzeug laufen. Im U-Boot macht sich ein Torpedo auf dem Radar bemerkbar, der direkt auf das U-Boot zielt. Arman geht allein ins Saatgutlager und wird von Ayaz, aus der Serie Into the Night, angeschossen. Die Szene ist dasselbe Ende der zweiten Staffel von Into the Night. Die Serie endet damit, dass Arman angeschossen auf dem Boden liegt.

## Besetzung
| Rollenname | Schauspieler    | Hauptrolle |
| ---------- | --------------- | ---------- |
| Arman      | Kıvanç Tatlıtuğ | 1.01–      |
| Defne      | Özge Özpirinçci | 1.01–1.06  |
| Umut       | Ertan Saban     | 1.01–      |
| Hatice     | Meriç Aral      | 1.04–      |
| Yonca      | Ece Çeşmioğlu   | 1.01–      |
| Felix      | Jerry Hoffmann  | 1.01–      |
| Rana       | Ecem Uzun       | 1.01–      |
| Ayaz       | Mehmet Kurtuluş | 1.07       |
| Cem        | Onur Ünsal      | 1.01–1.05  |